# Без крила
„Без крила“ е българска биографична спортна драма от 2024 г. за параолимпийския шампион Михаил Христов, изигран от Наум Шопов-младши. Режисьор и сценарист е Ники Илиев, а продуцент е Башар Рахал.

## Снимачен процес
Заснемането започва през март 2023 г. в Дубай.

## Премиера
Предпремиерите на филма са на 20 септември 2024 г. на 42-ия фестивал „Златна роза“ във Фестивалния и конгресен център във Варна и на 23 ноември 2024 г. в Културния дом НХК в Бургас.
Официално филмът тръгва по кината в България на 6 декември 2024 г.

## Актьорски състав
- Наум Шопов-младши – Михаил Христов
  - Иван Иванов – малкият Михаил
- Леарт Докле – Петър Дачев, треньор на Михаил[8]
- Стефани Обадяру – Ирина
- Башар Рахал – бащата
- Параскева Джукелова – майката